# Tre Kronor (TV-serie)
Tre Kronor är en svensk dramaserie i såpoperaform som sändes i 123 delar i TV4 under åren 1994–1999.
Serien utspelade sig i den fiktiva villaförorten Mälarviken, belägen i Stockholms närhet. Exteriörerna spelades in i stockholmsstadsdelarna Sätra och Farsta. Farstahallens entré och gymnastiksal användes som idrottshallen Tre Kronor, medan interiörscenerna spelades in i studiolokaler på Kvarnholmen och i Kungens Kurva. En scen spelades in vid tunneln genom Finnberget. Vattentornet som förekommer i serien är Sätra vattentorn.
Tre Kronor blev rival till Sveriges Televisions dåvarande publikdragare Rederiet (trots att de sändes olika veckodagar) medan båda serierna hade samma upphovsman, Peter Emanuel Falck. Lasse Holm skrev seriens signaturmelodi inspelad av Christer Sjögren under titteln En söndag i April. Seriens cirka 45 minuter långa avsnitt sändes varje onsdag under höst och vår, med uppehåll under sommar och vinter. 
Tre Kronor utmärkte sig med sitt brutala slut, då den psykopatiske pastorn Sten Frisk hade sprängladdningar runt kroppen och utförde ett självmordsattentat mot idrottshallen och restaurangen Tre Kronor. De flesta av de aktuella karaktärerna var samlade i lokalen när sprängladdningen utlöstes och därmed dog de eller skadades svårt. Det visades dock aldrig hur det gick för dem. Efter nedläggningen tog såpan Skilda världar, som började visas ett par år tidigare, över Tre Kronors sändningstid.

## Övrigt
Vissa avsnitt har också visats i Norge på TVNorge, med norska undertexter.
År 1997 gjordes en långfilm om rollfigurerna Reine och Mimmi. Filmen heter Reine och Mimmi i fjällen!, och handlar om Mimmi som tröttnat på att bo i radhuset i Mälarviken varpå hon och Reine reser till fjällen där det händer en massa saker. 
Serien började släppas på DVD-samlingsboxar, med försäljningsstart i början av november 2010. DVD-boxarna är dock inte säsongsknutna, utan har delats in i antal avsnitt.
Mellan december 2022 och sommaren 2023 tillgängliggjorde TV4 avsnitten i de fyra första säsongerna i TV4 Play och reklamfritt i C More.

## Avsnitt
| Säsong | Säsong | Avsnitt | Säsongsstart      | Säsongsavslutning |
| ------ | ------ | ------- | ----------------- | ----------------- |
|        | 1      | 1-13    | 21 september 1994 | 14 december 1994  |
|        | 2      | 14-26   | 25 januari 1995   | 3 maj 1995        |
|        | 3      | 27-39   | 27 september 1995 | 27 december 1995  |
|        | 4      | 40-51   | 31 januari 1996   | 17 april 1996     |
|        | 5      | 52-63   | 11 september 1996 | 27 november 1996  |
|        | 6      | 64-75   | 29 januari 1997   | 16 april 1997     |
|        | 7      | 76-87   | 24 september 1997 | 10 december 1997  |
|        | 8      | 88-99   | 11 februari 1998  | 29 april 1998     |
|        | 9      | 100-111 | 23 september 1998 | 9 december 1998   |
|        | 10     | 112-123 | 20 januari 1999   | 7 april 1999      |

| DVD-box | DVD-box | Avsnitt | Releasedatum     |
| ------- | ------- | ------- | ---------------- |
|         | 1       | 1-20    | 10 november 2010 |
|         | 2       | 21-40   | 8 december 2010  |
|         | 3       | 41-60   | 29 december 2010 |
|         | 4       | 61-80   | 12 januari 2011  |
|         | 5       | 81-100  | 9 februari 2011  |
|         | 6       | 101-123 | 9 mars 2011      |

## Medverkande
| Karaktär                        | Skådespelare                             | Säsong     | År                    |
| ------------------------------- | ---------------------------------------- | ---------- | --------------------- |
| Hans Wästberg                   | Ulf Brunnberg                            | 1-2        | 1994-1995             |
| Birgitta Wästberg               | Christina Schollin                       | 1-10       | 1994-1999             |
| Hans-Åke "Klimax" Wästberg      | Niclas Olund                             | 1-7        | 1994-1997             |
| Lisen Wästberg                  | Sara Möller                              | 1-4        | 1994-1996             |
| Sirpa "Bimbo" Koskinen          | Oyana Lugn-Rodriguez                     | 1-3        | 1994-1995             |
| Kaj Lindgren                    | Bengt Järnblad                           | 1-7        | 1994-1997             |
| Tage "Taggen" Lindgren          | Jonatan Rodriguez                        | 1-6, 8-10  | 1994-1997, 1998-1999  |
| Alva Lindgren                   | Polly Kisch                              | 1-9        | 1994-1998             |
| Pernilla "Pilla" Frisk-Lindgren | Tina Leijonberg                          | 1-7        | 1994-1997             |
| Hugo Frisk                      | Fredag Lundqvist                         | 1-7        | 1994-1997             |
| Leif Sjökvist                   | Conny Vakare                             | 1-4        | 1994-1996             |
| Lena Sjökvist                   | Catherine Hansson                        | 1-6        | 1994-1997             |
| Sanna Sjökvist                  | Zara Zetterqvist                         | 1-4        | 1994-1996             |
| Agneta Larsson                  | Paola Oscarsson                          | 1-6        | 1994-1997             |
| Salongo Sali                    | Richard Sseruwagi                        | 1-4        | 1994-1996             |
| Abby Sali                       | Mogge Sseruwagi                          | 1-10       | 1994-1999             |
| Gunvor Gustavsson               | Mona Andersson                           | 1-10       | 1994-1999             |
| Verner Johnsson                 | Björn Bjelfvenstam                       | 1-8        | 1994-1998             |
| Reine Gustavsson                | Bertram Heribertson                      | 1-6        | 1994-1997             |
| Mimmi Gustavsson                | Ing-Marie Carlsson                       | 1-7        | 1994-1997             |
| Kent Gustavsson                 | Mikael Rundquist                         | 1-3, 6     | 1994-1995, 1997       |
| Jimmy Gustavsson                | Kim Sulocki                              | 1-4        | 1994-1996             |
| Olga Kudinov                    | Mercédesz Dinnyés                        | 2-3        | 1995                  |
| Katarina "Katta" Nilsson        | Sanna Ekman                              | 2-6        | 1995-1997             |
| Björn "Bamse" Lindstedt         | Dan Malmer                               | 4-6        | 1996-1997             |
| Bruno Alm                       | Lars Bethke                              | 4          | 1996                  |
| Sonja Bengtsdotter              | Cecilia Walton                           | 4          | 1996                  |
| Tanja Bengtsdotter              | Sanna Bråding                            | 4-10       | 1996-1999             |
| Gustav Frank                    | Niklas Falk                              | 4-5        | 1996                  |
| Bengt Kassler                   | Kalle Heino                              | 3, 5-10    | 1995, 1996-1999       |
| Carl-Erik "Charlie" Bärnsten    | Tomas Laustiola                          | 5-8        | 1996-1998             |
| Ann-Sofie Bärnsten              | Helena Kallenbäck                        | 5-6        | 1996-1997             |
| Victoria Bärnsten               | Johanna Sällström                        | 5-7        | 1996-1997             |
| Georg "Jojje" Bärnsten          | Emil Lindroth                            | 5-8        | 1996-1998             |
| Pamela Karlsson                 | Cecilia Häll                             | 5-10       | 1996-1999             |
| Pjotr Larinov                   | Per Grundén                              | 6          | 1997                  |
| Gina Persson                    | Vivianna Eliasson                        | 6          | 1997                  |
| Lucinda Gonzales                | Noomi Norén                              | 6          | 1997                  |
| Klas-Erik "Kotten" Koriander    | Magnus Mark                              | 7-10       | 1997-1999             |
| Jaqueline "Jackie" Koriander    | Tone Helly-Hansen                        | 7-10       | 1997-1999             |
| Samuel Koriander                | Tomas Lehtinen                           | 7-10       | 1997-1999             |
| Ulrika Koriander                | Matilda Lindell                          | 7-10       | 1997-1999             |
| Ernst Haglund                   | Bengt Blomgren                           | 7-10       | 1997-1999             |
| Sten Frisk                      | Per Ragnar                               | 1, 5, 7-10 | 1994, 1996, 1997-1999 |
| Eivor Davidsson                 | Amelie Uggla                             | 7-10       | 1997-1999             |
| Larry Karlsson-Persson          | Lars Göran Persson                       | 7-10       | 1997-1999             |
| Janet Karlsson-Persson          | Anette Bjärlestam                        | 7-10       | 1997-1999             |
| Clark Karlsson-Persson          | Fredrik Ejemo                            | 7-10       | 1997-1999             |
| Sussi Karlsson-Persson          | Sigrid Kernell (Tidigare Rohdén-Lyrevik) | 7-10       | 1997-1999             |
| Tommy Karlsson-Persson          | Olle Sundberg                            | 7-10       | 1997-1999             |
| Harry "Norton" Karlsson         | Börje Ahlstedt                           | 8-10       | 1998-1999             |
| Shaisteh Khezrian               | Mina Azarian                             | 9-10       | 1998-1999             |
| Farhad Sharifi                  | Amir Barghashi                           | 9-10       | 1998-1999             |
| Asrin Khezrian                  | Sara Yousefy                             | 9-10       | 1998-1999             |

## Gästskådespelare
| Karaktär                  | Skådespelare        | Säsong | År         |
| ------------------------- | ------------------- | ------ | ---------- |
| Torsten Andersson         | Tomas Bolme         | 1      | 1994       |
| Helena Linder             | Frida Hallgren      | 1-2    | 1994-1995  |
| Mäklar-Martin             | Boman Oscarsson     | 1-2    | 1994-1995  |
| Kyrkoherden               | Olof Thunberg       | 1, 3   | 1994-1995  |
| Pablo Alvarez             | Juan Rodríguez      | 4      | 1996       |
| Vivianne Von Trier        | Gudrun Henricsson   | 4      | 1996       |
| Stefan "Steffo" Forsström | Reuben Sallmander   | 5      | 1996       |
| Åke Smedman               | Peter Edding        | 5      | 1996       |
| Jannike Seger             | Marianne Hedengrahn | 6      | 1997       |
| Dr Roland                 | Rikard Bergqvist    | 7-10   | 1997-1999  |
| Peo Olsson                | Thomas Roos         | 8, 10  | 1998, 1999 |
| Bobban Uschebång          | Fredrik Dolk        | 10     | 1999       |

### Fotnoter
1. ↑  ”Tre Kronor”. Svensk mediedatabas. https://smdb.kb.se/catalog/search?q=%22Tre+kronor%22+typ%3Atv&sort=OLDEST. Läst 14 februari 2015.